# Lilyan Tashman
Lilyan Tashman est une actrice américaine, née le 23 octobre 1896 à New York (Brooklyn), ville où elle est morte le 21 mars 1934.

## Biographie
Au théâtre, Lilyan Tashman débute en 1913 à Broadway comme chorus girl, dans la comédie musicale Her Little Highness, sur une musique de Reginald De Koven. Puis elle collabore à cinq revues produites par Florenz Ziegfeld de 1916 à 1918, dans des décors de Joseph Urban, dont les Ziegfeld Follies de 1916 et 1917 (avec Fanny Brice) comme Ziegfeld Girl. Toujours sur les planches new-yorkaises, elle joue ensuite dans six pièces entre 1919 et 1924 ; la deuxième est The Gold Diggers d'Avery Hopwood (avec Ina Claire), représentée de septembre 1919 à juin 1920.
Au cinéma, elle contribue à soixante-sept films américains, dont plus de la moitié muets, le premier étant Experience de George Fitzmaurice (avec Richard Barthelmess et Marjorie Daw), sorti en 1921. Suivent notamment Tricheuse d'Allan Dwan (1924, avec Gloria Swanson et Ian Keith) et Les Surprises de la TSF d'Ernst Lubitsch (1926, avec Monte Blue et Patsy Ruth Miller).
Parmi ses films parlants, mentionnons Gold Diggers of Broadway de Roy Del Ruth (1929, avec Conway Tearle et Winnie Lightner, d'après la pièce d'Avery Hopwood pré-citée) et Fils de Russie de William Dieterle (1932, avec Douglas Fairbanks Jr. et Nancy Carroll).
L'avant-dernier film de Lilyan Tashman est Riptide d'Edmund Goulding (avec Norma Shearer et Robert Montgomery), sorti le 30 mars 1934, neuf jours après sa mort prématurée d'un cancer. Le dernier est Frankie and Johnnie de Chester Erskine et John H. Auer (avec Helen Morgan et Chester Morris), sorti deux ans plus tard, en 1936.
De 1925 jusqu'à sa mort, elle est mariée en secondes noces à l'acteur Edmund Lowe (1890-1971), aux côtés duquel elle tourne quatre films muets, dont Siberia de Victor Schertzinger (avec Alma Rubens et Lou Tellegen), sorti en 1926.

## Théâtre à Broadway (intégrale)

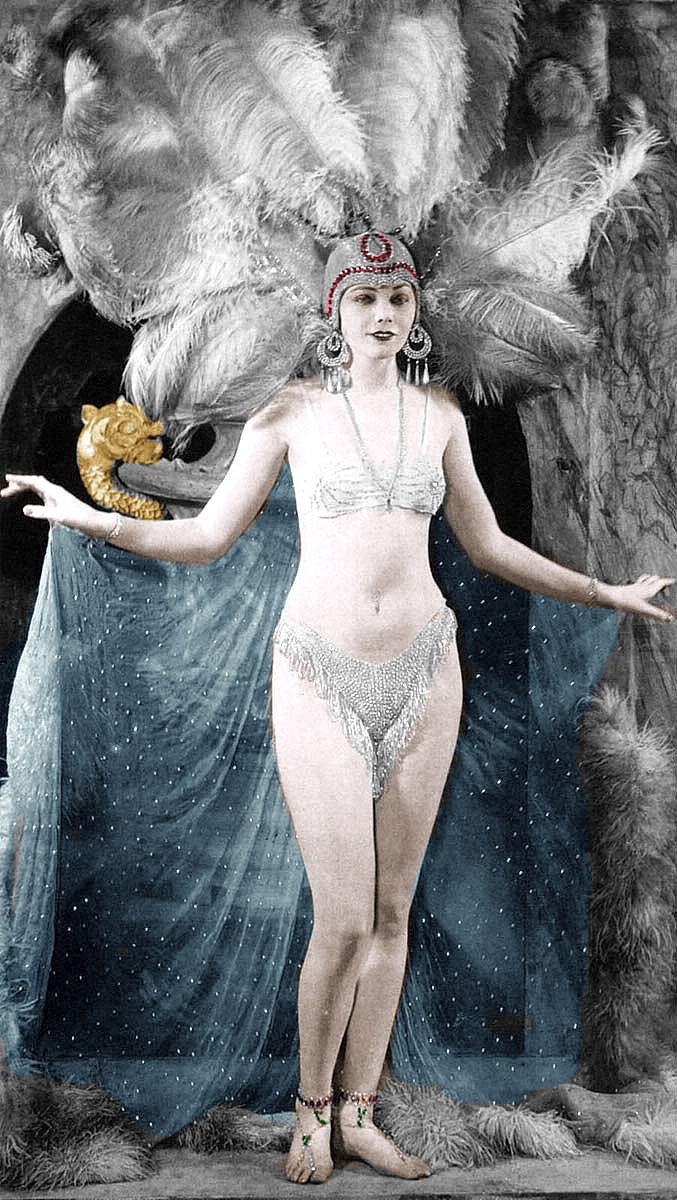
En Ziegfeld girl, vers 1916-1917

### Comédie musicale
- 1913 : Her Little Highness, musique de Reginald De Koven, lyrics et livret de Rennold Wolf et Channing Pollock, d'après la pièce Such a Little Queen de ce dernier : Chorus girl

### Revues
- 1916 : Ziegfeld Follies of 1916, production de Florenz Ziegfeld, musique de Louis A. Hirsch, Jerome Kern, Dave Stamper et Irving Berlin, lyrics et sketches de Gene Buck et George V. Hobart, décors de Joseph Urban : Ziegfeld girl
- 1916-1917 : The Century Girl, production de Charles Dillingham et Florenz Ziegfeld, musique d'Irving Berlin et Victor Herbert, lyrics d'Irving Berlin et Henry Blossom, direction musicale de Louis F. Gottschalk et Max Hoffmann, décors de Joseph Urban : Une des « Lame Ducks » / La reine de cœur / L'italienne en dentelles / L'impératrice Joséphine
- 1917 : Dance and Grow Thin, production de Charles Dillingham et Florenz Ziegfeld, musique et lyrics d'Irving Berlin et Blanche Merrill, livret de Raphael Kirchner, Mlle Cooke et M. O'Neill, décors de Joseph Urban : rôle non-spécifié
- 1917 : Ziegfeld Follies of 1917, production de Florenz Ziegfeld, musique de Raymond Hubbell, Dave Stamper et Victor Herbert, lyrics de Gene Buck et George V. Hobart, décors de Joseph Urban, costumes de Lucile : Ziegfeld girl
- 1917-1918 : Miss 1917, production de Charles Dillingham et Florenz Ziegfeld, musique de Jerome Kern et Victor Herbert, lyrics de divers auteurs, livret de Guy Bolton et P. G. Wodehouse, décors de Joseph Urban : rôle non-spécifié

### Pièces
- 1919 : Come-on Charlie de George V. Hobart : rôle non-spécifié
- 1919-1920 : The Gold Diggers (en) d'Avery Hopwood, production de David Belasco : Trixie Andrews
- 1921 : A Bachelor's Night de Wilson Collison : Trixie Moulton
- 1922 : Lady Bug de Frances Nordstrom : Pauline Manning
- 1923 : Barnum Was Right de Philip Bartholomae et John Meehan : Phoebe O'Dare
- 1924 : Garden of Weeds de Leo Gordon (également producteur et metteur en scène) : Hazel Harbury

## Filmographie partielle

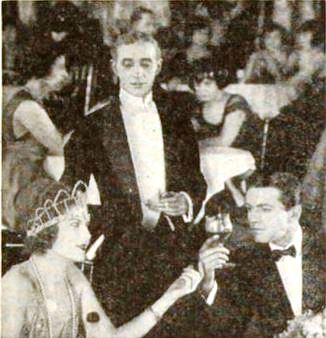
Avec John Miltern (au centre) et Richard Barthelmess, dans Experience (1921)

- 1921 : Experience de George Fitzmaurice : Plaisir
- 1922 : Head Over Heels de Paul Bern et Victor Schertzinger : Edith Penfield
- 1924 : Winner Take All de W. S. Van Dyke : Felicity Brown
- 1924 : Tricheuse (Manhandled) d'Allan Dwan : Pinkie Moran
- 1924 : Le Jardin des plaisirs (The Garden of Weeds) de James Cruze : Hazel
- 1924 : Is Love Everything? de Christy Cabanne : Edythe Stanley
- 1925 : Trop de femmes (I'll Show You the Town) d'Harry A. Pollard : Fan Green
- 1925 : The Parasite de Louis J. Gasnier : Laura Randall
- 1925 : Déclassé (titre original) de Robert G. Vignola : Mme Leslie
- 1925 : Les Feux de la rampe (Pretty Ladies) de Monta Bell : Selma Larson
- 1925 : A Broadway Butterfly de William Beaudine : Thelma Perry
- 1925 : The Girl Who Wouldn't Work de Marcel De Sano
- 1925 : Bright Lights de Robert Z. Leonard : Gwen Gould
- 1926 : Rocking Moon de George Melford : Sasha Larianoff
- 1926 : Siberia de Victor Schertzinger : la belle blonde
- 1926 : The Skyrocket de Marshall Neilan : Ruby Wright
- 1926 : Les Surprises de la TSF (So This Is Paris) d'Ernst Lubitsch : Georgette Lallé
- 1926 : For Alimony Only de William C. de Mille : Narcissa Williams
- 1926 : Love's Blindness de John Francis Dillon : Alice, duchesse de Lincolnwood
- 1926 : Le Roman de Marguerite Gautier (Camille) de Fred Niblo : Olympe
- 1927 : The Woman Who Did Not Care de Phil Rosen : Iris Carroll
- 1927 : Le Voile nuptial (The Stolen Bride) de Alexander Korda : Ilona Taznadi
- 1927 : The Prince of Headwaiters de John Francis Dillon : Mae Morin
- 1927 : A Texas Steer de Richard Wallace : Dixie Style
- 1927 : French Dressing d'Allan Dwan : Peggy Nash
- 1928 : L'Obsession de madame Craig (Craig's Wife) de William C. de Mille : Mme Passmore
- 1928 : Peggy et sa vertu (Take Me Home) de Marshall Neilan : Derelys Devore
- 1928 : Happiness Ahead de William A. Seiter : Kay Sears
- 1928 : Manhattan Cocktail de Dorothy Arzner : Mme Renov
- 1928 : Lady Raffles de Roy William Neill : Lillian

- 1929 : The Lone Wolf's Daughter d'Albert S. Rogell : Velma

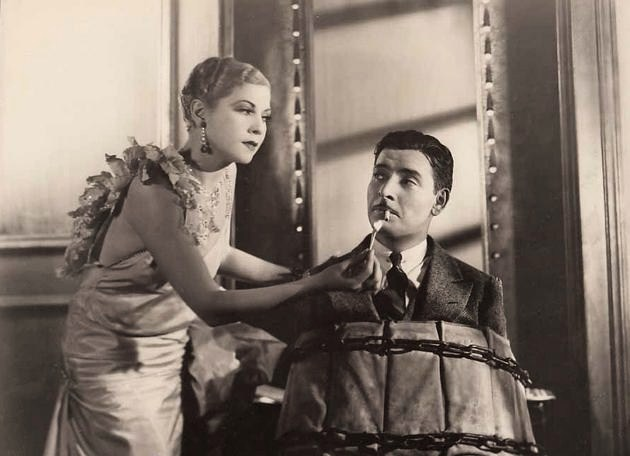
Avec Ronald Colman, dans Bulldog Drummond (1929)

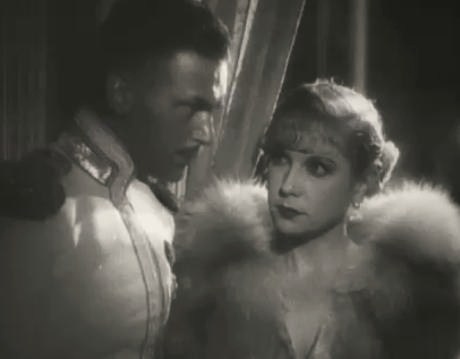
Avec Douglas Fairbanks Jr., dans Scarlet Dawn (1932)

- 1929 : Les Nuits de New York (New York Nights) de Lewis Milestone : Peggy
- 1929 : Gold Diggers of Broadway de Roy Del Ruth : Eleanor
- 1929 : The Marriage Playground de Lothar Mendes : Joyce Weather
- 1929 : Le Procès de Mary Dugan (The Trial of Mary Dugan) de Bayard Veiller : Dagmar Lorne
- 1929 : Bulldog Drummond de F. Richard Jones : Irma
- 1930 : On the Level d'Irving Cummings : Lynn Crawford
- 1930 : Présentez armes (Leathernecking) d'Edward F. Cline : Edna
- 1930 : No, No, Nanette de Clarence G. Badger : Lucille Early
- 1930 : Vertige (Puttin' On the Ritz) d'Edward Sloman : Goldie Devere
- 1930 : The Matrimonial Bed de Michael Curtiz : Sylvaine
- 1930 : The Cat Creeps de Rupert Julian et John Willard : Cicily
- 1931 : Finn and Hattie de Norman Z. McLeod et Norman Taurog : « Princesse »
- 1931 : One Heavenly Night de George Fitzmaurice : Fritzi Vajos
- 1931 : Millie de John Francis Dillon : Helen Riley
- 1931 : Up Pops the Devil d'A. Edward Sutherland : Polly Griscom
- 1931 : The Mad Parade de William Beaudine : Lil Wheeler
- 1931 : Le Chemin du divorce (The Road to Reno) de Richard Wallace : Mme Jackie Millet
- 1931 : Girls About Town de George Cukor : Marie Bailey
- 1932 : Fils de Russie (Scarlet Dawn) de William Dieterle : Vera Zimina
- 1932 : The Wiser Sex (en) de Berthold et Victor Viertel : Claire Foster
- 1933 : Wine, Women and Song d'Herbert Brenon : Frankie Arnette
- 1933 : Mama Loves Papa de Norman Z. McLeod : Mme McIntosh
- 1933 : Too Much Harmony d'A. Edward Sutherland : Lucille Watkins
- 1934 : Quand une femme aime (Riptide) d'Edmund Goulding : Sylvia
- 1936 : Frankie and Johnnie de Chester Erskine et John H. Auer : Nellie Bly